# Blue Island
Blue Island es una ciudad ubicada en el condado de Cook en el estado estadounidense de Illinois. En el Censo de 2020 tenía una población de 22,558 habitantes y una densidad poblacional de 2,139.34 personas por km².

## Geografía
Blue Island se encuentra ubicada en las coordenadas 41°39′27″N 87°40′52″O / 41.65750, -87.68111. Según la Oficina del Censo de los Estados Unidos, Blue Island tiene una superficie total de 10.77 km², de la cual 10.54 km² corresponden a tierra firme y (2.07%) 0.22 km² es agua.

## Demografía
Según el censo de 2010, había 23706 personas residiendo en Blue Island. La densidad de población era de 2.201,81 hab./km². De los 23706 habitantes, Blue Island estaba compuesto por el 41.26% blancos, el 30.81% eran afroamericanos, el 0.82% eran amerindios, el 0.37% eran asiáticos, el 0.09% eran isleños del Pacífico, el 23.64% eran de otras razas y el 3.01% pertenecían a dos o más razas. Del total de la población el 46.96% eran hispanos o latinos de cualquier raza.

## Educación
El Distrito Escolar Posen-Robbins 143½ sirve una parte de Blue Island.

## Nativos famosos
- Gary Sinise (n. 1955), actor.